# Hypnagoge schok
De hypnagoge schok of slaapstuip is een onwillekeurige stuiptrekking van de spieren die zich vaak voordoet tijdens de overgang van waken naar slapen. Het wordt vaak beschreven als het gevoel te vallen of een elektrische schok te krijgen; dit veroorzaakt dan de hypnagoge schok. Hypnagoge schokken zijn heel normaal en de meeste mensen zijn dan ook bekend met het verschijnsel. De hypnagoge schok doet zich vooral voor wanneer mensen oververmoeid zijn of in een oncomfortabele positie liggen. De exacte oorzaak van de plotselinge stuiptrekkingen is onduidelijk maar er zijn hypotheses geformuleerd: 
1. Het is een natuurlijk onderdeel van het slaapproces dat zich voordoet wanneer de ademhaling is vertraagd en de lichaamstemperatuur is gedaald.
2. De gevoelens die worden geassocieerd met ontspanning worden foutief geïnterpreteerd door de hersenen als vallen of omtuimelen; het lichaam duwt in een reflex de ledematen uit om rechtop te blijven staan.

Hypnagoge schokken worden gewoonlijk één of twee keer waargenomen tijdens de nacht. Regelmatiger doen zich stuiptrekkingen voor gedurende de normale slaap. Deze zijn doorgaans veel minder dramatisch en blijven daardoor onopgemerkt. In extreme gevallen, wanneer de nachtrust ernstig wordt gestoord door de hypnagoge schokken, spreken we van een aandoening genaamd periodieke beenbewegingen of beter bekend onder de Engelse naam PLMD (periodic limb movement disorder). 
Mensen die verstoken blijven van slaap en trachten tegen de slaap te vechten, beleven vaker hypnagoge schokken; met name mensen die langer dan 24 uur van slaap verstoken blijven.
Deze stuiptrekkingen zijn overigens niet gevaarlijk, al kunnen ze tot schrikreacties leiden bij degenen die de schok krijgen en degenen die zich vlak bij bevinden.